# Medio millón por una mujer
Medio millón por una mujer es una película de Argentina en blanco y negro dirigida por Francisco Mugica según guion de Arturo Cerretani sobre la obra teatral La Femme Ravie de Louis Verneuil que se estrenó el 6 de marzo de 1940 y que tuvo como protagonistas a Eva Franco, Elías Alippi, Enrique Serrano y Teresa Serrador. En el encuadre del filme colaboró Francisco Oyarzábal.

## Sinopsis
Un hombre se hace pasar por médico para secuestrar a la esposa de un avaro.

## Reparto
- Eva Franco ... Julieta
- Elías Alippi ... Dr. Jaime Fontova
- Enrique Serrano ... Patricio Velarde
- Teresa Serrador ... Beatriz
- Juan Mangiante ... Alfaro
- José Ruzzo ... Felipe
- Cirilo Etulain ... Sepúlveda
- Alfredo Fornaresio ... Josefo
- Carlos Rodríguez

## Comentario
La crónica de El Heraldo del Cinematografista dijo que Mugica "con un argumento de carácter netamente teatral, ha realizado una obra en la ue se disimula el exceso de diálogo." 